# オットー・フォーシュナー
オットー・フォーシュナー（Otto Förschner 1902年11月4日 - 1946年5月28日）は、ドイツの軍人。ナチス・ドイツ時代に親衛隊の将校となり、ダッハウ強制収容所の外部収容所であるカウフェリング強制収容所に所長として勤務した。最終階級は親衛隊少佐(Sturmbannfuhrer)。フェルシュナーとも表記。

## 若年期
1902年11月4日、フォーシュナーはバイエルン王国デュレンツィンメルンにて生を受け、家族が所有する牧場で育つ。1922年、ヴァイマル共和国軍への入隊を果たし、その後の12年間を軍人として過ごした。1934年になると軍を離れ、国家社会主義ドイツ労働者党（NSDAP, ナチ党）が有する私兵組織である親衛隊(SS)に入隊し、戦闘部門である親衛隊特務部隊(SS-Verfügungstruppe)の一員となった。この組織は後に武装親衛隊へと改組されている。1934年4月から1936年12月まで、フォーシュナーはバート・テルツのSS士官学校に通い、1937年から正式にNSDAP党員となった。
フォーシュナーは、1940年7月までLSSAHに所属していた。

## 収容所勤務将校として
1941年、バルバロッサ作戦によって独ソ戦が始まった。この頃にフォーシュナーは第5SS装甲師団、通称ヴィーキング師団に配属されている。しかし戦闘中に重症を負い、治療後も戦闘任務への復帰は困難と判断された為、親衛隊髑髏部隊への移動が決定したのである。1942年春にはブーヘンヴァルト強制収容所にてSS看守大隊の指揮官に着任した。
1943年9月、フォーシュナーはブーヘンヴァルト収容所の外部収容所として新設されたミッテルバウ＝ドーラ強制収容所の所長に就任する。ミッテルバウ＝ドーラ収容所が設置された目的は、収容者を報復兵器生産工場に対する労働力として提供することであった。フォーシュナーはミッテルバウ＝ドーラの収容所所長であると同時に、ドイツ政府が報復兵器生産のために設立したミッテルヴェルク有限会社(Mittelwerk GmbH)の技術部門常務も兼任していた。彼は1944年4月まで技術部門常務職を務め、後任はゲオルグ・リカリーであった。
所長職にある頃、フォーシュナーはミッテルバウ=ドーラ収容所の運営に関してSS保安部(SD)やゲシュタポとしばしば衝突した。フォーシュナーによる収容所運営は、収容者だけでなく所員に対してもあまりに「甘すぎる」のではないかと批判されていたのである。またフォーシュナーはほとんど彼個人の独断で、常習的にドイツ共産党員の収容者から収容者組織の役員を選出していたという。
そうしたこともあり所長としてのフォーシュナーの手腕はあまり評価されていなかった。1944年11月にはフォーシュナーが役員に任命した収容者の多くが、報復兵器工場内でのサボタージュ活動など秘密抵抗運動に関与していたとしてゲシュタポに検挙された。さらに1945年2月にはミッテルヴェルク社員として受け取った10,000ライヒスマルクのボーナスについて当局に申告しなかったことが明らかになり、彼は所長職を追われることとなった。後任者となったリヒャルト・ベーアはかつてアウシュヴィッツ＝ビルケナウ強制収容所で所長を務めた将校であった 。
その後はダッハウ強制収容所に移った後、外部収容所であるカウフェリング強制収容所の所長を務めた。

## 戦後
1945年4月、フォーシュナーはアメリカ陸軍によって逮捕された。その後のダッハウ裁判の中で、彼はカウフェリング収容所所長として戦争犯罪に関与した容疑で起訴を受けた。すなわち、所長たるフォーシュナーは彼の管理下にある収容所で行われた全ての残虐行為に関して責任を負うものと見なされたのである。
1945年12月13日、他の被告35名と共に有罪判決を受けて死刑宣告を受ける。1946年5月28日、ランツベルク刑務所にて絞首刑に処された。